# WR 102
WR 102 là một ngôi sao Wolf-Rayet trong chòm sao Nhân Mã, một ngôi sao cực kỳ hiếm trên chuỗi oxy WO. Nó là một ngôi sao phát sáng và rất nóng, phát triển cao và gần như phát nổ như một siêu tân tinh.

## Khám phá
WR 102 lần đầu tiên được đề cập là đối tác quang có thể có với nguồn tia X đặc biệt GX 3+1. Tuy nhiên, nó trở nên rõ ràng rằng nó là một vật thể riêng biệt và vào năm 1971, nó được làm nổi bật như một ngôi sao phát sáng với các vạch phát xạ OVI bất thường trong quang phổ của nó. Nó được phân loại là một ngôi sao WC, một ngôi sao khác thường vì các vạch phát xạ bị ion hóa cao và không phải là ngôi sao trung tâm của một tinh vân hành tinh. Nó được nhìn thấy có độ sáng khác nhau và được chỉ định ngôi sao biến thiên V3893 Sagittarii trong danh sách tên thứ 62 của các ngôi sao biến.
Độ mờ nhạt mờ được phát hiện vào khoảng WR 102 năm 1981 và được xác định là bong bóng gió. Năm 1982, một bộ năm ngôi sao phát sáng với các vạch phát xạ oxy bị ion hóa cao, bao gồm WR 102, đã được sử dụng để xác định lớp WO của các ngôi sao Wolf-Rayet. Chúng được xác định là những ngôi sao lớn tiến hóa.

## Tính năng, đặc điểm

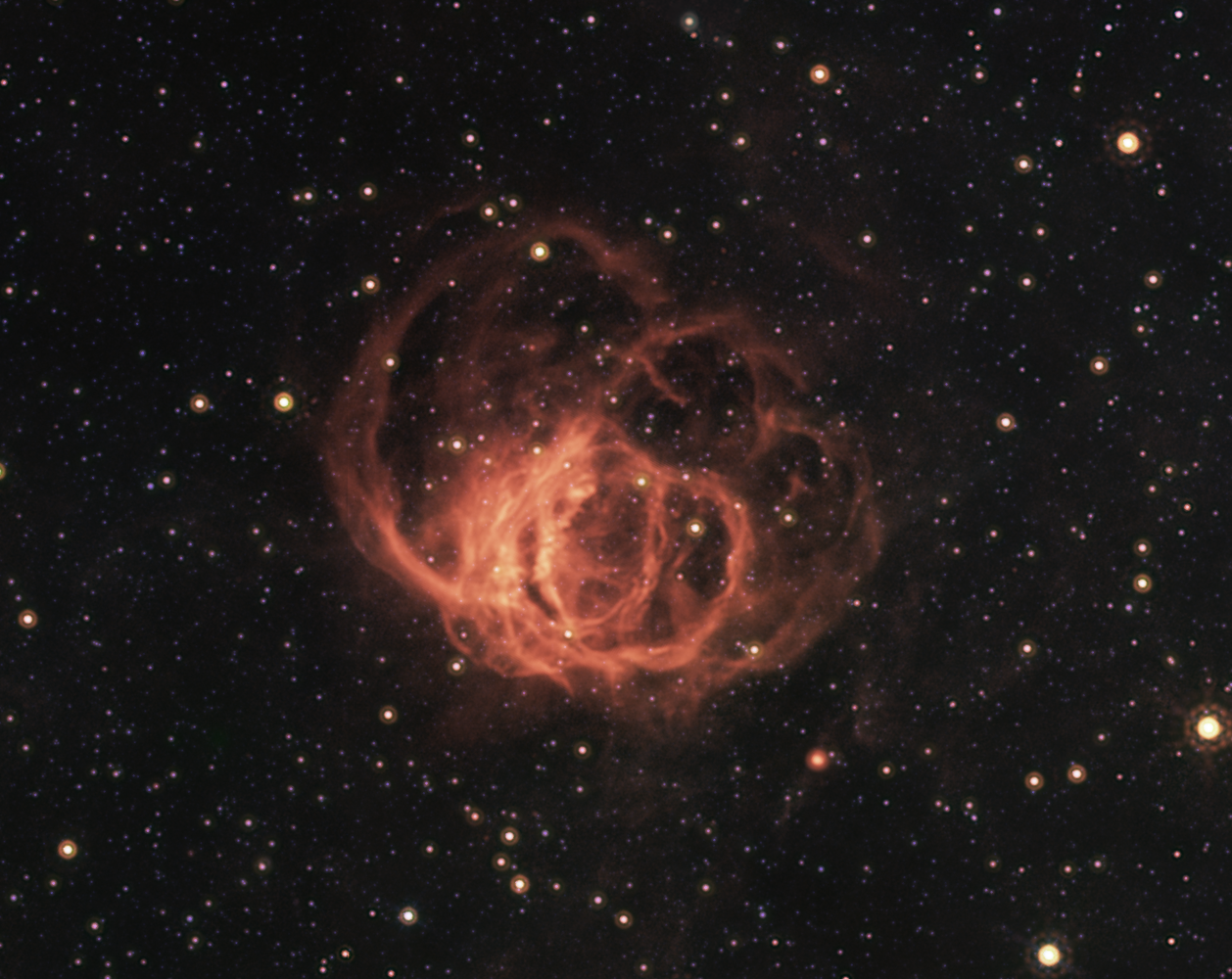
Hình ảnh hồng ngoại của độ mờ đục xung quanh WR 102

WR 102, trong phân loại phổ WO2, là một trong những rất ít được biết đến oxy chuỗi Wolf-Rayet sao, chỉ có bốn trong dải Ngân Hà và năm trong các thiên hà bên ngoài. Đây cũng là nơi nóng nhất được biết đến với nhiệt độ bề mặt 210.000 K. Mô hình hóa bầu không khí mang lại độ sáng khoảng 282.000, trong khi các tính toán từ độ sáng và khoảng cách cho độ sáng gần 100.000  với khoảng cách 2,600±200 parsec. Đó là một ngôi sao dày đặc rất nhỏ, với bán kính khoảng 0,23  và một khối lượng 7.0.
Gió sao rất mạnh với vận tốc đầu cuối 5.000 km mỗi giây đang khiến WR 102 mất 10−5 M☉ năm. Để so sánh, Mặt trời mất (2-3)x10−14 khối lượng mặt trời mỗi năm do gió mặt trời của nó, ít hơn vài trăm triệu lần so với WR 102. Những cơn gió này và bức xạ cực tím mạnh từ ngôi sao nóng đã nén và ion hóa vật liệu liên sao xung quanh thành một chuỗi các vòng cung phức tạp được mô tả là loại tinh vân Wolf-Rayet.

## Tình trạng tiến hóa
Các ngôi sao WO là giai đoạn tiến hóa cuối cùng của những ngôi sao lớn nhất trước khi phát nổ thành siêu tân tinh. Rất có khả năng WR 102 đang ở giai đoạn cuối của phản ứng tổng hợp hạt nhân, gần hoặc xa hơn khi kết thúc quá trình đốt cháy heli. Người ta đã tính toán rằng WR 102 sẽ phát nổ như một siêu tân tinh trong vòng 1.500 năm. Khối lượng lớn và tốc độ quay nhanh sẽ tạo ra vụ nổ tia gamma (GRB), nhưng không rõ liệu WR 102 có quay nhanh hay không. Trước đây người ta đã nghĩ rằng tốc độ quay dự kiến trong gió sao có thể nhanh tới 1.000 km/s  nhưng các quan sát đo quang phổ dường như chỉ ra rằng nếu WR 102 đang quay thì nó đang quay với tốc độ thấp hơn nhiều.